# Wappen von Kędzierzyn-Koźle

Das Wappen

Das Wappen von Kędzierzyn-Koźle (deutsch: Kandrzin-Cosel) zeigt drei Köpfe einer Ziege.

## Beschreibung
Im Wappen werden auf silbernem Grund drei schwarze Ziegenbockköpfe mit goldenen Hörnern dargestellt. Die oberen zwei sind einander und der untere Kopf ist den beiden oberen zugewandt.
Das Wappen übernahm Kędzierzyn-Koźle von der Stadt Koźle (Cosel). Das Wappen Koźles stammt aus dem 15. Jahrhundert.

## Stadtteilwappen

### Kędzierzyn
Das Wappen der Stadt Kędzierzyn (Kandrzin) ist gespalten. Im vorderen Feld befindet sich auf rotem Grund ein halber goldener Adler. Im hinteren Feld befindet sich auf rotem Grund ein silberner Kolben.

### Sławięcice
Das ehemalige Wappen der Stadt Sławięcice (Slawentzitz) war gespalten. Im vorderen Feld befand sich auf blauem Grund ein halber goldener Adler. Im hinteren Feld befand sich ein goldenes S auf rotem Grund.